# Дункерс, Ольгерт
Ольгерт Фолкович Дункерс (латыш. Oļģerts Dunkers, 11 февраля 1932 — 10 сентября 1997) — советский и латвийский киноактёр, режиссёр театра и кино, театральный педагог.

## Биография
Ольгерт Дункерс родился 11 февраля 1932 года в Риге.
Окончил Рижский техникум работников образования и культуры по специализации библиотечного работника (1951) и Ленинградский государственный институт театра, музыки и кинематографии им. А. Н. Островского (1957).
Режиссёр Валмиерского драматического театра (1957—1958), Даугавпилсского музыкально-драматического театра (1958—1959), главный режиссёр Красноярского драматического театра им. Пушкина (1962—1964), главный режиссёр Рижского государственного театра оперетты (1989—1993). Принимал участие в постановках Лиепайского театра и Нового Рижского театра.
С 1964 по 1989 год работал на Рижской киностудии. Поставил двенадцать полнометражных фильмов. Снимался в качестве актёра у своих коллег.
Написал несколько книг, посвящённых режиссёрской профессии. Преподавал, был доцентом Латвийской музыкальной академии. Руководил режиссёрскими курсами на Латвийском телевидении и актёрскими курсами Музыкального театра.
В 90-е годы ради политики оставил профессию. Был избран в Шестой Сейм и принимал участие в его работе, сначала от фракции «Для Латвии» («Latvijai»), затем «Народу и правде» («Tautai un taisnībai»).
Скончался 10 сентября 1997 года в Риге. Похоронен на Лиепупском кладбище в Лиепупской волости Лимбажского края.

## Фильмография

### Режиссёр, сценарист
- 1968 — Осторожно, сифилис — режиссёр
- 1969 — За поворотом — поворот — режиссёр
- 1970 — Клав — сын Мартина — режиссёр
- 1971 — Танец мотылька — режиссёр
- 1973 — Цыплят по осени считают — режиссёр
- 1974 — Нападение на тайную полицию  — режиссёр
- 1977 — Мужчина в расцвете лет — режиссёр, сценарист
- 1979 — За стеклянной дверью — режиссёр
- 1980 — Жаворонки — режиссёр, сценарист
- 1982 — Блюз под дождём — режиссёр
- 1983 — Сад с призраком — режиссёр, сценарист
- 1986 — Он, она и дети — режиссёр
- 1988 — Виктория — режиссёр

### Актёр
- 1970 — Стреляй вместо меня — Панов, кинофабрикант
- 1974 — Верный друг Санчо — Крэдо
- 1975 — Мой друг — человек несерьёзный — Шеф
- 1976 — Смерть под парусом — доктор Роджер Миллс
- 1976 — Семейная мелодрама — администратор клуба
- 1977 — Мужчина в расцвете лет — сэр; дублировал Ф.Яворский
- 1979 — Незаконченный ужин — эпизод
- 1980 — Ранняя ржавчина — Киккулис
- 1982 — Таран — водитель иномарки
- 1985 — Последняя индульгенция — Пётр Петрович
- 1989 — Дни человека — Теофилов
- 1991 — Депрессия — эпизод